# Euscyrtus bolivari
Euscyrtus bolivari är en insektsart som beskrevs av Lucien Chopard 1969. Euscyrtus bolivari ingår i släktet Euscyrtus och familjen syrsor. Inga underarter finns listade i Catalogue of Life.